# Ernst Strandman
Ernst Johan Strandman, född 25 april 1870 i Saleby socken, död 4 februari 1950 i Karlstad, var en svensk folkskollärare och nykterhetsman.
Ernst Strandman var son till hemmansägaren Erik August Strandman. Han avlade folkskollärarexamen i Göteborg 1891 och innehade därefter folkskollärartjänster i Trollhättan 1891–1894 och i Persberg 1894–1905. Han var 1905–1021 folkskollärare i Karlstad, 1921–1930 lärare vid fortsättningsskolan där och 1910–1926 slöjdföreståndare. Han tog verksam del i det kommunala livet i Karlstad, bland annat som stadsfullmäktig 1918–1933 och 1936–1938. Sin mest uppmärksammade insats gjorde Strandman som ledare inom nykterhetsrörelsen. Han anslöt sig till Godtemplarorden i Trollhättan 1891. Sedan han flyttat till Värmland, deltog han livligt i IOGT:s ungdomsverksamhet och valdes till distriktsledare för denna i Värmland. Som sådan införde han nya metoder, anpassade efter modernare pedagogiska idéer i arbetet. Han intresserade sig särskilt för folklekar och idrott som medel att fånga de ungas intresse. 1903–1914 var han överintendent för ungdomsverksamheten inom Sveriges storloge av IOGT. Under denna tid växte antalet medlemmar i IOGT:s ungdomsloger från 23.000 till 78.000, samtidigt som verksamheten blev allt mångsidigare. 1914 utsågs Strandman till ordenschef efter Herman Kvarnzelius. Under de år av omdirigering som nykterhetsrörelsen upplevde efter förbudsomröstningen 1922, var Strandmans insatser av avgörande betydelse. Han var ingen stor folkledare av politisk typ, men en god medlare med ett genuint engagemang. 1939 lämnade han sin befattning som chef för IOGT i Sverige, men fortsatte fram till sin död att som hedersledamot delta i arbetet.